# Vetrna elektrarna Volovja reber
Vetrna elektrarna Volovja reber je načrtovana vetrna elektrarna v Sloveniji. Vetrno elektrarno s 47 vetrnicami nazivne moči 0,85 MW in premera rotorja 52 m si od leta 2002 prizadeva na Volovji rebri na obronkih Snežniške planote zgraditi Elektro Primorska, javno podjetje za distribucijo električne energije iz Nove Gorice. Upravno sodišče je 3.3.2011 razveljavilo okoljevarstveno soglasje za vetrno elektrarno Volovja reber, kar po mnenju DOPPS pomeni, da vetrnic na Volovji rebri ne bo.

## Kronologija
Spodaj so kronološko predstavljeni ključni mejniki iz časa pridobivanja dovoljenj za postavitev VE Volovjo reber:
- 6. februar 2003 - Občinski svet Občine Ilirska Bistrica sprejme program priprav na umestitev vetrne elektrarne na Volovjo reber
- 14. april 2004 - Ustanovni sestanek Koalicije za Volovjo reber
- 29. april 2004 - Občinski svet Občine Ilirska Bistrica sprejme dva odloka, ki dovoljujeta umestitev vetrne elektrarne na območje Volovje rebri: Odlok o prostorskem planu in Odlok o lokacijskem načrtu
- 30. december 2004 - V prvem presojanju vplivov na okolje ARSO izda odločbo o zavrnitvi okoljevarstvenega soglasja; po pritožbi investitorja MOP odločbo zaradi postopkovnih napak odpravi
- 26. junij 2006 - V drugem presojanju vplivov na okolje ARSO izda okoljevarstveno soglasje za 33 vetrnic; soglasje za preostalih 10 vetrnic zavrne zaradi prekomernega vpliva na območje Natura 2000
- 19. februar 2007 - Ministrstvo za okolje in prostor (MOP) izda gradbeno dovoljenje za 29 vetrnic; za preostale 4 vetrnice gradbenega dovoljenja ne izda, ker investitor ni predložil dokazil, da je lastnik zemljišč, kjer naj bi stale
- 7. marec 2007 - Komisija za preprečevanje korupcije izda Načelno mnenje, v katerem ugotavlja, da ravnanja uradnikov na okoljskem ministrstvu, povezana z izdajanjem dovoljenj za VE Volovja reber, ustrezajo definiciji korupcije[4]
- 17. september 2007 - MOP izda odločbo s katero je DOPPSu dokončno priznan položaj stranskega udeleženca v postopku presojanja vplivov VE Volovja reber na okolje
- 26. oktober 2007 - ARSO po uradni dolžnosti s sklepom obnovi postopek izdajanja okoljevarstvenega soglasja; veljavnost soglasja je s tem zadržana
- 8. junij 2009 - DOPPS vloži na ARSO argumentacijo in dokaze o prekomernih vplivih VE Volovja reber na naravo[5], skupaj z elaboratom o planinskem orlu[6] in skupaj z neodvisno oceno pričakovanih vplivov VE Volovja reber na planinskega orla, ki jo je izdelal škotski strokovnjak za vplive vetrnic na velike ujede, dr. Michael Madders[7].
- 22. junij 2010 - V tretjem presojanju vplivov na okolje ARSO potrdi veljavnost okoljevarstvenega soglasja za 33 vetrnic[8]; na odločitev ARSO se je DOPPS pritožil[9], MOP pa je 15.10.2010 pritožbo zavrnil. DOPPS je nato 8.12.2010 zoper okoljevarstveno soglasje vložil tožbo na Upravno sodišče. Sodbo je pričakovati spomladi 2011[10].
- 3. marec 2011 - Upravno sodišče je sodbo sprejelo v kratkih treh mesecih, okoljevarstveno soglasje je razveljavilo in Agenciji za okolje naložilo, da o zadevi ponovno odloči.[11]

## Slike
- Shema postopka 2004-10